# Bulbophyllum janus
Bulbophyllum janus là một loài phong lan thuộc chi Bulbophyllum.